# Borderless Journey
「Borderless Journey」（ボーダレス・ジャーニー）は、鹿島乃亜（茅原実里）のシングル。2014年9月3日にLantisから発売された。

## 音楽性
「Borderless Journey」はカッコよくライブで盛り上がる曲。

## 批評
CDジャーナルは、「Borderless Journey」は大先生室屋ストリングスによる流麗な弦が爽快なロックチューン。収録曲の作詞を畑が手掛け、物語に豊かな広がりを与えていると評した。

## メディアでの使用
| Borderless Journey | テレビアニメ『RAIL WARS!』第4話挿入歌 |
| 独りじゃない可能性 | テレビアニメ『RAIL WARS!』第4話挿入歌 |

## シングル収録曲
| 全作詞: 畑亜貴。 |                                   |           |            |      |
| #                | タイトル                          | 作詞      | 作曲・編曲 | 時間 |
| 1.               | 「Borderless Journey」            | 畑亜貴    | 齋藤真也   | 4:32 |
| 2.               | 「独りじゃない可能性」            | 畑亜貴    | 下川佳代   | 4:33 |
| 3.               | 「Borderless Journey」(Off Vocal) | 畑亜貴    |            | 4:32 |
| 4.               | 「独りじゃない可能性」(Off Vocal) | 畑亜貴    |            | 4:30 |
| 合計時間:        | 合計時間:                         | 合計時間: | 18:07      |      |

## チャート
| チャート（2014年）                | 最高位 |
| --------------------------------- | ------ |
| オリコン                          | 98     |
| Billboard Japan Top Singles Sales | 92     |